# Yassinicythere bassiounii
Yassinicythere bassiounii is een mosselkreeftjessoort. De wetenschappelijke naam van de soort is voor het eerst geldig gepubliceerd in 1978 door Hartmann.